# Danais magna
Danais magna là một loài thực vật có hoa trong họ Thiến thảo. Loài này được Puff & Buchner mô tả khoa học đầu tiên năm 1994.